# Exposé (macOS)
Exposé — функция в macOS, позволяющая временно переместить мешающие окна или удалять их за пределы экрана.
Exposé показывает все открытые окна как миниатюрные, позволяя между ними переключаться, показывает все документы приложения как миниатюры или скрывает все окна для доступа к рабочему столу.
Как правило, для этого необходимо нажать клавишу «F10» клавиатуры. Функция Exposé предлагает более удобный просмотр определённых окон или рабочего стола.
В OS X 10.7 Exposé можно вызвать, если смахнуть по трекпэду четырьмя пальцами вниз (функция настраивается через «Настройки»).
В Windows 10 аналогичная функция называется «Представление задач» («Task View»), вызывается специальной кнопкой рядом с кнопкой Пуск или клавиатурной комбинацией Win+Tab и позволяет также работать с виртуальными рабочими столами.